# ثقافة مدغشقر

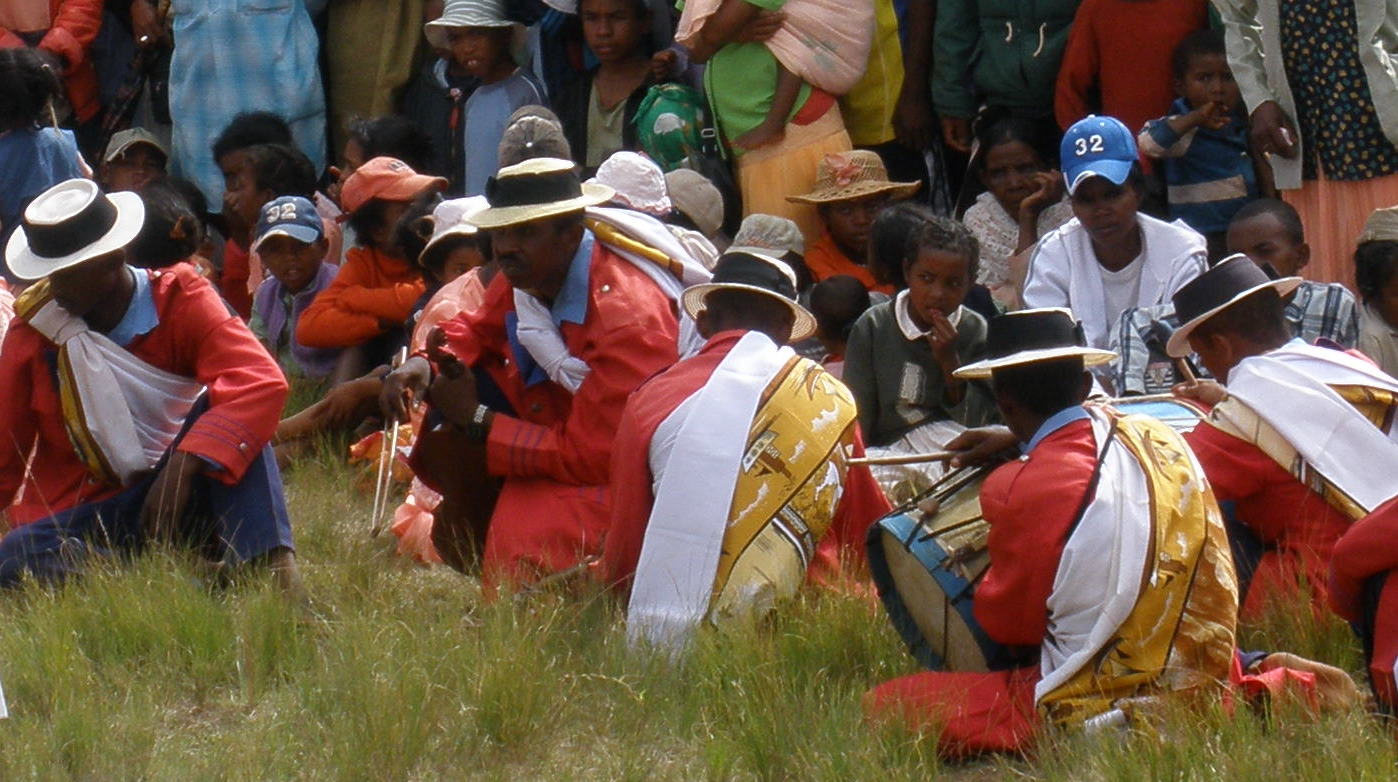

تعكس ثقافة مدغشقر أصول الشعب الملغاشي في جنوب شرق آسيا وشرق إفريقيا. إن تأثير المستوطنين العرب والهنود والبريطانيين والفرنسيين والصينيين واضح أيضًا. «فاليها»، الأداة الأكثر رمزية في مدغشقر، عبارة عن أنبوب من الخيزران حمله المستوطنون الأوائل من جنوب بورنيو إلى الجزيرة، وهو يشبه إلى حد بعيد تلك الموجودة في إندونيسيا والفلبين اليوم. تتشابه المنازل التقليدية في مدغشقر مع تلك الموجودة في جنوب بورنيو من حيث رمزيتها وبنائها، وتتميز بتصميم مستطيل مع سقف مرتفع وعمود دعم مركزي. تعكس القبور في مدغشقر تبجيلًا للأسلاف، وهي ذات أهمية ثقافية في العديد من المناطق وتميل لتكون مبنية من مواد متينة للغاية كالحجر، وتكسوها زخرفة أكثر تفصيلًا ووضوحًا من تلك المجودة على منازل الأحياء. يعود إنتاج الحرير ونسجه إلى المستوطنين الأوائل في الجزيرة، وقد تطور اللباس الوطني لمدغشقر، اللامبا المنسوجة، إلى فن متنوع. يتجلى التأثير الثقافي لجنوب شرق آسيا أيضًا في المطبخ الملغاشي، حيث يستهلك الأرز في كل وجبة، ويكون مصحوبًا عادةً بصنف من مجموعة متنوعة من أطباق الخضار أو اللحوم اللذيذة. ينعكس التأثير الإفريقي في الأهمية المقدسة المعطاة لأبقار الزيبو كونها تجسيد لثروة مالكها، وفي التقاليد التي نشأت في البر الإفريقي الرئيسي. أصبحت سرقة الماشية، التي كانت في الأصل طقوس مرور للشباب في المناطق السهلية في مدغشقر حيث يحتفظ بأكبر قطعان الماشية، عملًا إجراميًا خطيرًا ومميتًا في بعض الأحيان، إذ يحاول الرعاة في الجنوب الغربي الدفاع عن مواشيهم بحراب تقليدية ضد سارقين محترفين مسلحين.

## نظرة عامة وديانات

### نظرة عامة تقليدية
يتبع أقل من نصف سكان البلاد الدينات التقليدية، التي تميل إلى التأكيد على الروابط بين الأحياء والأجداد الأموات. أدى تبجيل الأجداد إلى انتشار تقليد بناء المقابر، فضلًا عن ممارسة الفاماديهانا في المرتفعات، حيث يمكن استخراج رفات أحد أفراد الأسرة المتوفين لإعادة لفها دوريًا بأكفان حريرية جديدة قبل إعادة دفنها. فاماديهانا مناسبة للاحتفال بذكرى الجد الحبيب ولم شمل العائلة والمجتمع والاستمتاع بأجواء احتفالية. في جميع أنحاء الجزيرة، يقدم العديد من سكان مدغشقر القرابين احترامًا للأسلاف، مثل سكب أول غطاء مملوء من كل زجاجة شراب مفتوحة حديثًا في الزاوية الشمالية الشرقية من الغرفة. كما يتجلى الاهتمام بالأسلاف من خلال الالتزام بالمحظورات التي تُحترم أثناء حياة الشهص وبعدها. يُعتقد أنه من خلال إظهار الاحترام للأسلاف بهذه الطرق، يمكنهم التدخل نيابة عن الأحياء. على العكس من ذلك، غالبًا ما تُنسب المصائب إلى الأسلاف المهملة ذكراهم أو رغباتهم. إن التضحية بزيبو طريقة تقليدية تستخدم لإرضاء الأسلاف أو تكريمهم. بالإضافة إلى ذلك، يؤمن الملغاشيون تقليديًا بإله خالق يسمى زانااري أو أندريامانيترا.

### القيم والتراكيب الاجتماعية
تلتزم كل مجموعة من المجموعات العرقية الفرعية العديدة في مدغشقر بمجموعة معتقداتها وممارساتها وأساليب حياتها التي ساهمت تاريخيًا في تكوين هوياتها الفريدة. لكن هناك عدد من السمات الثقافية الأساسية المشتركة في جميع أنحاء الجزيرة، الأمر الذي يخلق هوية ثقافية مدغشقر موحدة. بالإضافة إلى اللغة المشتركة والمعتقدات الدينية التقليدية المشتركة حول الإله الخالق وتبجيل الأسلاف، تتشكل النظرة التقليدية الملغاشية للعالم من خلال القيم التي تؤكد على فيهافانانا (التضامن) وفينتانا (القدر) وتودي (كارما) وهاسينا التي هي قوة الحياة المقدسة التي تعتقد المجتمعات التقليدية أنها تضفي عليها، وبالتالي تضفي الشرعية على شخصيات السلطة داخل المجتمع أو الأسرة. من العناصر الثقافية الأخرى الشائعة في جميع أنحاء الجزيرة ممارسة ختان الذكور وروابط القرابة القوية وانتشار الإيمان بقوة السحر والعرافين وعلم التنجيم والأطباء السحرة والتقسيم التقليدي للطبقات الاجتماعية إلى نبلاء وعوام وعبيد. على الرغم من أن الطبقات الاجتماعية لم تعد معترف بها قانونًا، إلا أن الانتماء إلى طبقة الأسلاف غالبًا ما يستمر في التأثير على الوضع الاجتماعي والفرص الاقتصادية والأدوار داخل المجتمع. يستشير الملغاشيون تقليديًا «صناع الأيام» لتحديد أكثر الأيام الحبب إقامة الأحداث المهمة مثل حفلات الزفاف أو فاماديهانا فيها، وذلك وفقًا لنظام فلكي تقليدي قدمه العرب. وبالمثل، فإن النبلاء في العديد من المجتمعات الملغاشية في فترة ما قبل الاستعمار يوظفون في العادة مستشارين معروفين باسم أومبياسي ينتمون لمجموعة أنتيمورو الإثنية الجنوبية الشرقية، والذين يعود أصل أسلافهم إلى المستوطنين العرب الأوائل.

### الديانات المُدخلة إلى الجزيرة
يعتنق ما يقارب نصف سكان مدغشقر المسيحية، إذ يفوق عدد أتباع البروتستانتية عدد أتباع الرومانية الكاثوليكية. اليوم، يدمج العديد من المسيحيين معتقداتهم الدينية مع المعتقدات التقليدية المتعلقة بتكريم الأجداد. على سبيل المثال، قد يباركون أمواتهم في الكنيسة قبل الشروع في طقوس الدفن التقليدية أو دعوة قسيس مسيحي لتكريس فاماديهانا لإعادة الدفن. يعتنق حوالي 7% من السكان الإسلام، ويتركز اتباع الدين الإسلامي في المقاطعات الشمالية الغربية من ماهاجانجا وأنتسيرانانا. الغالبية العظمى من المسلمين هم من السنة وينقسمون بين العرق الملغاشي والهنود والباكستانيين والقمريين. في الآونة الأخيرة، أُدخلت الهندوسية إلى مدغشقر من خلال شعب الغجراتيين الذي هاجر من منطقة سوراشترا في الهند في أواخر القرن التاسع عشر.

## المطبخ المدغشقري
الأرز حجر الزاوية في النظام الغذائي الملغاشي وعادة ما يدخل في كل وجبة. يُطلق على الأكلات التي تُقدم مع الأرز اسم «لاوكا» في لهجة أهل المرتفعات، وهي النسخة الرسمية للغة الملغاشية. غالبًا ما تُقدّم «لاوكا» في نوع من الصلصة: في المرتفعات، تعتمد هذه الصلصة عمومًا على الطماطم، بينما يُضاف إليها حليب جوز الهند في أثناء الطهي في المناطق الساحلية. في المناطق الداخلية القاحلة في الجنوب والغرب حيث يعتبر الزيبو تقليديًا، غالبًا ما يدمج حليب الزيبو الطازج أو الرائب مع أطباق الخضار. «لاوكا» أكلة متنوعة وقد تشمل مكونات مثل الفول السوداني مع لحم الخنزير أو اللحم البقري أو أسماك المياه العذبة بالإضافة لأنواع أنواع مختلفة من المأكولات البحرية المتوفرة بسهولة أكبر على طول السواحل أو في المراكز الحضرية الكبيرة؛ وغيرها الكثير.
الثوم والبصل والزنجبيل والطماطم والكاري المعتدل والملح هي المكونات الأكثر شيوعًا المستخدمة في تنكيه الأطباق، وفي المناطق الساحلية يمكن أيضًا استخدام مكونات أخرى مثل حليب جوز الهند أو الفانيليا أو القرنفل أو الكركم. تُقدم مجموعة متنوعة من التوابل على جانب الطبق وتُخلط مع الأرز أو لاوكا حسب ذوق كل فرد بدل خلطها أثناء طهي الطعام. التوابل الأكثر شيوعًا هي التوابل الحارة المصنوعة من الفلفل الأحمر أو الأخضر. التوابل على الطريقة الهندية المصنوعة من مخلل المانجو والليمون والفواكه الأخرى (المعروفة باسم البساتين أو اللازاري) تخصص ساحلي، أما في المرتفعات، فيُشير اللازاري إلى سلطة الفاصوليا الخضراء والملفوف والجزر والبصل في صلصة الخل، المشهورة طبقُا جانبيًا أو حشوة لرغيف الخبز الفرنسي.